# Programming Club Network
Programming Club Network（プログラミング・クラブ・ネットワーク）は、「すべてのこどもたちにプログラミングの機会を提供する」を理念におく任意団体およびその活動。略称はPCN（ピー・シー・エヌ）。日本全国および海外に各地のPCNがある。

## 各地のPCN
外部リンクを参照。